# Hassan Pakravan
Hassan Pakravan, född 4 augusti 1911 i Teheran, Persien, död den 11 april 1979 (avrättad), var en iransk general med en rad viktiga uppdrag under Shah Mohammed Reza Pahlavis regeringstid i Iran, bland annat som minister och diplomat, och som chef för säkerhetstjänsten SAVAK 1961-1965. Han är också känd för att han umgicks med Ayatollah Khomeini under en period 1963 när Khomeini satt i husarrest. De båda brukade ibland äta lunch tillsammans. Khomeini hade först dömts till döden i en av shahens militärdomstolar, men Pakravan hade protesterat och medverkat till att rädda Khomeinis liv. Trots den tidigare delvis vänskapliga relationen valde Khomeinis regering att avrätta Pakravan kort efter den islamiska revolutionen 1979.

## Tidiga år
Hassan Pakravan föddes den 4 augusti 1911 (13 mordad 1290 AP) i Teheran. Hans mor Emineh var delvis av europeiskt ursprung och professor vid Teherans universitet. Hon fick det prestigefyllda franska Prix Rivarol, en utmärkelse som den franska regeringen ger till utländska upphovsmän som skriver direkt på franska. Genom sin mor hade hon släktband till huset Habsburg. Hassans far Fatholak Khan var diplomat och kom från en framstående iransk familj. Han fick ett uppdrag på det iranska konsulatet i Alexandria i Egypten, familjen flyttade dit, och Hassans första skolgång var på den franska skolan i Alexandria. År 1923 skilde sig föräldrarna och Emineh flyttade med sina två barn till Belgien, där Hassan fortsatte sin utbildning och blev ingenjör vid universitetet i Liège. Han flyttade sedan till Frankrike, där han fick militär utbildning vid Ecole Des kassun d'Artillerie i Fontainebleau.
Tillbaka i Iran blev Pakravan lärare på Teherans militärakademi, där han undervisade om artilleri. Han hade sedan ett antal militära, politiska och diplomatiska uppdrag, bland annat adjutant i underrättelsetjänsten, militärattaché i Pakistan (1949-1950), chef för arméns underrättelsetjänst (1951-1953) och militärattaché i Indien (1954-1957).

## Chef för SAVAK
År 1957 beordrades Pakravan tillbaka till Iran från sin tjänst i Indien. Amerikanska och brittiska militära rådgivare hade anlänt till Teheran för att hjälpa Iran bygga upp en ny säkerhetstjänst. General Teymur Bakhtiar utsågs till chef för den nya underrättelsetjänsten som döptes till SAVAK (Saazmaan-e Ettelaat Va Amniat-e Keshvar, "myndigheten för inrikes underrättelse och säkerhet") och Pakravan blev biträdande chef. 1961 avskedades Teymur Bakhtiar och Pakravan blev chef. I USA hade John F. Kennedy valts till president och Mohammad Reza Shah ville uppnå en politisk öppning i Iran. Av denna anledning  verkade Hassan Pakravan vara rätt man för jobbet.
Pakravan gjorde stora förändringar av arbetsmetoderna i SAVAK. Ett av hans första beslut var att tortyr inte skulle användas vid förhör. När islamisten Ayatollah Khomeini greps i samband med prästerskapets våldsamma demonstrationer mot den "vita revolutionen" i juni 1963, pläderade Pakravan för att Khomeini inte skulle avrättas. Han menade att prästerskapet behövde mer tid för att anpassa sig till den vita revolutions reformer, och att det var farligt att göra Khomeini till martyr. Khomeini fick lova Pakravan att hålla sig borta från politiken, men Khomeini hade bara sagt: "Vi blandar aldrig in politiken, som du definierar den". Detta uttalande gav utrymme för tolkningar. Att Khomeini inte hade för avsikt att hålla sig borta från politiken skulle snart visa sig. Han släpptes kort därefter. 1964 landsförvisades han och återvände till Iran först 15 år senare, 1979, då som ledare för den islamiska revolutionen.
Den 22 januari 1965, några dagar före årsdagen av den vita revolutionen, blev premiärminister Hassan Ali Mansur skjuten av en medlem i terrororganisationen Fedayan-e eslam. 
Efter mordet på Mansur stod det klart att Pakravans försök att leda SAVAK enligt principerna för en liberal rättsstat hade misslyckats. Pakravan avsattes som chef och ersattes av Nematollah Nassiri.

## Efter SAVAK
Pakravan blev därefter informationsminister 1966-1973 och sedan  ambassadör i Pakistan och Frankrike. Efter att ha nått pensionsåldern ville Pakravan först stanna i Paris med sin familj och leva ett stillsamt liv som  pensionär. Men 1974 återvände han till Iran för att fungera som regeringsrådgivare. När det stod klart att den konstitutionella monarkin i Iran var ett politiskt problem, blev Hassan Pakravan en av de närmaste rådgivarna till Shahen. När shahen lämnade Iran i januari 1979 stannade Pakravan i Teheran och arbetade bland annat för att så långt möjligt upprätthålla rättssystemets funktioner.

## Arrestering och avrättning
Efter Khomeinis återkomst till Iran den 1 februari 1979 dröjde det endast till den 16 februari innan Hassan Pakravan greps. Under förhören ska han ha imponerat på domaren Sadeq Khalkhali. Pakravans familj hoppades på att Pakravan snart skulle friges. Pakravan själv hade också vissa förhoppningar om att friges, bland annat för att han 1964 medverkat till att rädda Khomeini från arkebusering. Domaren Khalkhali var dock känd för sin brutalitet, och Pakravan dömdes till döden och avrättades den 11 april 1979.